# Перегудов, Александр Владимирович
Алекса́ндр Влади́мирович Перегудов (16 апреля 1894, Белоомут — 12 апреля 1989) — советский писатель, поэт и мемуарист, один из первых певцов и летописцев Гуслицкого края.

## Биография
Родился в селе Белоомут Зарайского уезда Рязанской губернии. Большую часть жизни прожил в подмосковном городе Ликино-Дулёво (часть Патриаршины). Первые его стихи и рассказы появились в 1911 году.
Окончил в 1917 году Московское промышленное училище (ныне РХТУ).
После окончания МПУ работал по специальности на Шосткинском пороховом заводе с лета 1917 года по весну 1918. Затем на Дулёвском фарфоровом заводе. О работе вспоминал так: "Самый страшный сон какой я вижу — я работаю техником и ничего не знаю. Давно уж таких снов я не видал, а раньше они часто снились. Я просыпался как встрёпанный."
.
Описывал природу, мир животных, воспроизводил переживания людей, живущих в лоне природы. Творчеству писателя присуще преклонение перед стихийными силами природы, поэтизация звериного начала в человеке. Особое место принадлежит теме русской охоты, большим любителем которой, был сам Александр Владимирович.

## Произведения
- «На медведя» (1925) — рассказ.
- «Фарфоровый город» (1929).
- «Солнечный клад» (1932).
- «Суровая песня» — роман.
- «Повесть о писателе и друге» — книга об А. С. Новикове-Прибое, с которым Перегудов был близок в течение многих лет.
- «Весенние зори» (1947) — рассказ.
- «В те далекие годы» (1951) — роман о Дулевском фарфоровом заводе
- «Золотой день осени» (1964) — рассказ.
- «Нава́док» (1968) — рассказ.
- «Жемчужное утро» (1969) — рассказ.
- «Лесная ворожба» (1972) — рассказ.
- «На родине деда Мазая» (1973) — рассказ.
- «Бабье лето» — рассказ[7]
- «Девушка с Имарки» (1979) — рассказ.
- «Казенник» (1919) — самый любимый рассказ писателя — создан в годы гражданской войны в Торжке.
- «Яблоня» — рассказ.
- «Сердце художника» — рассказ.
- «Мельница» — рассказ.
- «Подруги» — рассказ.
- «Сухмень» — рассказ.
- «Победа» — рассказ.

## Память
- Ликино-Дулевской школе № 4 официально присвоено имя писателя Александра Владимировича Перегудова. В школе открыт музей, посвященный Александру Владимировичу[8].